# Fredolic groguejant (grup de bolets)
Els fredolics groguejants són fredolics molt propers als fredolics vers però amb dues característiques diferencials: la carn i les làmines esdevenen lentament groguenques amb el pas del temps o el frec i l’olor del bolet sense ferir, que és farinosa, més o menys rància.
Poden tenir romanents de vel fibrós, com a restes de cortina, que uneixen el marge del barret jove amb la cama. En un cas, en el fredolic anellat (Tricholoma cingulatum) trobem fins i tot un anell filamentós.

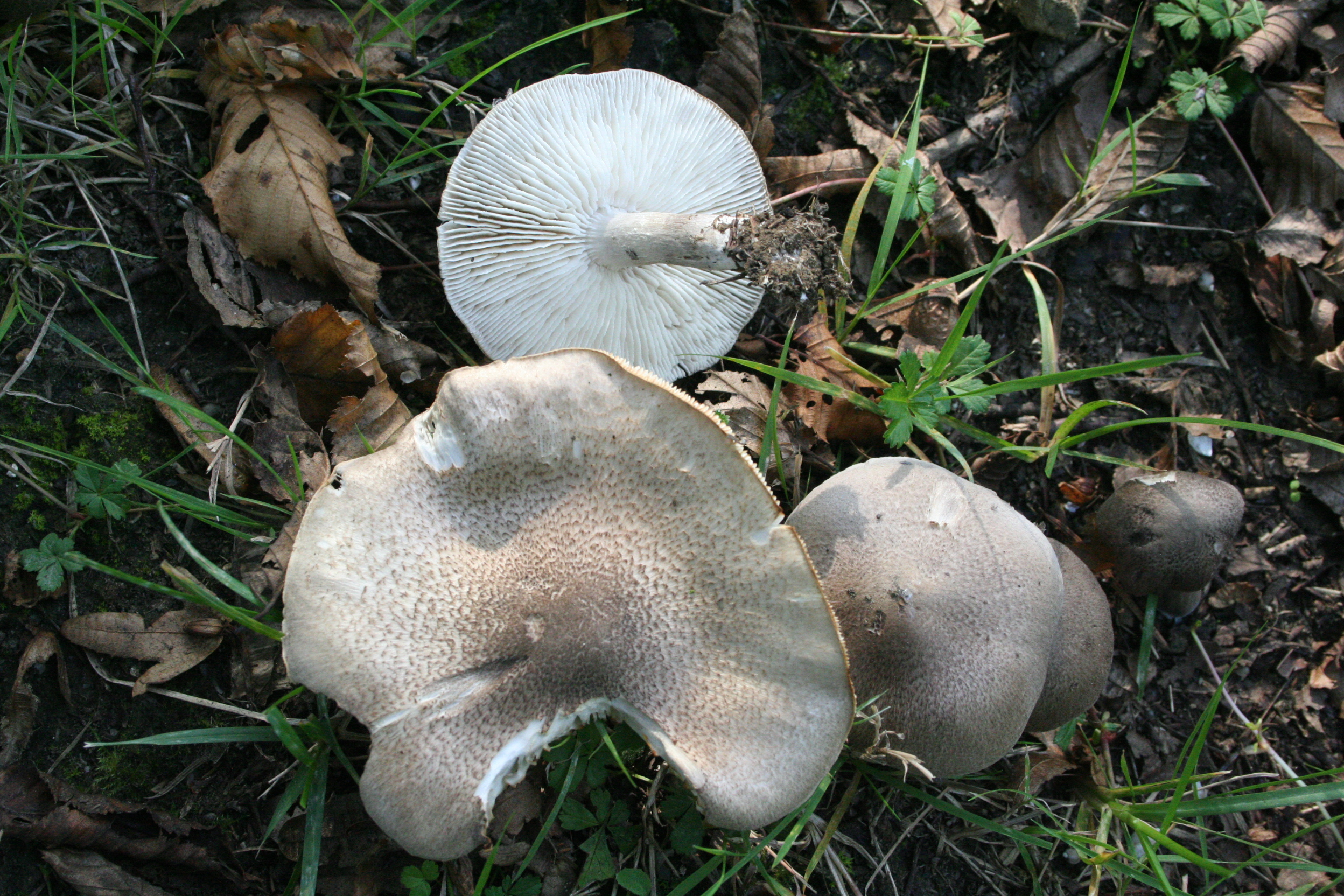
Fredolic farinós (Tricholoma scalpturatum).

## Espècies de fredolics groguejants
Les espècies més corrents de fredolics groguejants són:
- Tricholoma cingulatum, fredolic anellat
- Tricholoma inocybeoides, fredolic de barret de bruixa
- Tricholoma argyraceum, fredolic de cortina
- Tricholoma scalpturatum, fredolic farinós
- Tricholoma portentosum, fredolic gros, xaberniscle negre, fredolic llenegat